# 가리야촌 (이와테현)
가리야촌(刈屋村)은 1955년까지 이와테현 시모헤이군에 존속했던 촌이다. 현재의 미야코시 가리야, 와이나이에 해당한다.

## 연혁
- 1889년 4월 1일 - 정촌제 시행과 함께 시모헤이군 가리야촌이 성립하였다.
- 1955년 2월 1일 - 모이치촌과 합병해 니사토촌이 되었다.

## 교통

### 철도
- 일본국유철도 오모토선